# Nicola Ivanoff (tenore)
Nicola Ivanoff (in ucraino Микола Кузьмич Іванов?; Voroniž, 22 ottobre 1810 – Bologna, 7 luglio 1880) è stato un tenore italiano ucraino di nascita. Il suo nome di nascita è Mykola Kuz'myč Ivanov.

## Biografia
Nato a Voroniž nel Governatorato di Černigov (nell'odierna Oblast' di Sumy  dell'Ucraina), da bambino fu selezionato per entrare a far parte della prestigiosa Cappella di Corte dell'imperatore di Russia, di cui fece parte fino al mutamento naturale della voce. Appena raggiunta la maggiore età, il ragazzo cantava da tenore presso i salotti della aristocrazia, mantenendo sempre il suo impegno con la Cappella di Corte. Presso l'istituzione compì approfonditi studi musicali e vocali.
Una svolta decisiva fu l'incontro con il massimo compositore russo Michail Ivanovič Glinka, che anche lui ragazzo, aspirava ad andare in Italia, la terra della fortuna per un musicista dell'epoca. I due diventarono molto amici e nel 1830 decisero di partire insieme. La scelta di Ivanov fu anche a causa di una ragione di salute, infatti soffriva di una fastidiosa dermatite bollosa, che altrimenti sarebbe stata difficile da curare.
Giunto a Milano studio l'italiano, e il canto presso il noto insegnante Eliodoro Bianchi, e successivamente a Napoli presso il noto cantante Andrea Nozzari. Esordì a Napoli nel 1832, presso il Teatro San Carlo, nella cantata di Giovanni Pacini Il Felice Imeneo, e nell'opera Anna Bolena di Donizetti, in cui ottenne un lusinghiero successo personale.
Nel 1833 conobbe Gioachino Rossini, che lo prese sotto la sua guida e lo propose in moltissime repliche dei suoi lavori, e addirittura lo indicò a giovani compositori come Gaetano Donizetti e Giuseppe Verdi, come professionista affidabile e voce di sicuro successo. Questo giovò a tal punto al tenore russo che divenne ben presto uno dei più importanti tenori in Italia. Cantò al Teatro alla Scala di Milano, Venezia, Palermo, Parma, Firenze, Torino; nel 1839 cantò al Teatro comunale di Bologna, nel '41-'42 al Teatro Carlo Felice di Genova, l'anno seguente ad Ancona e Lucca, ancora poi in moltissimi teatri italiani, specializzandosi nel repertorio rossiniano e paciniano, con risultati molto positivi.
Grazie all'appoggio di Rossini, ottenne da Saverio Mercadante una nuova cabaletta per l'opera Le due illustri rivali, mentre in occasione della ripresa di due opere già collaudate, Ernani e Attila e ancora su diretta richiesta di Rossini, Verdi scrisse per lui apposite romanze in sostituzione di altri pezzi di minore effetto.
All'estero si esibì anche al Théàtre des Italiens di Parigi, scritturato come doppio del celebre tenore Rubini, e al Covent Garden di Londra.
Si ritirò dalle scene nel 1852. 
È sepolto nella Galleria degli Angeli del Cimitero monumentale della Certosa di Bologna al pozzetto 128.

## Curiosità
Come molti cantanti di origine russa, come nome d'arte, in Italia semplificò il suo in Nicola Ivanoff.
È stato il primo interprete di Eleazaro nell'opera L'ebrea di Giovanni Pacini, presso il Teatro alla Scala di Milano il 27 febbraio 1844.